# Paddesjön (Slättåkra socken, Halland)
Paddesjön är en sjö i Halmstads kommun i Halland och ingår i Suseåns huvudavrinningsområde.